# گست
گست (به انگلیسی: Ghost) گروه هوی متال سوئدی است که در سال 2006 در شهر لینشوپینگ تشکیل شد. این گروه تا به این لحظه پنج آلبوم استودیویی و دو آلبوم از اجراهای زنده منتشر کرده‌است.
این گروه در سال 2016 برای آهنگ سریس (انگلیسی باستان: کلیسا) برنده جایزه گرمی برای بهترین اجرای متال شد.
در سال 2024 فیلم Rite here Rite now در سینماهای سراسر جهان به کارگردانی توبایاس فورج در مورد پاپا امیرتوس چهارم اکران شد.

## اعضا
- توبایاس فورج: خواننده (۲۰۰۸-اکنون)
  - پاپا امریتوس یکم: خواننده (۲۰۰۸–۲۰۱۲)
  - پاپا امریتوس دوم: خواننده (۲۰۱۲–۲۰۱۵)
  - پاپا امریتوس سوم: خواننده (۲۰۱۵–۲۰۱۷)
  - کاردینال کوپیا: خواننده (۲۰۱۸-اکنون)
- غول‌های بی‌نام(nameless ghouls) - همهٔ سازها:

گولت ها:
آرورا-بک وکال و tambourine,shaker
کومولوس-کیبورد و وکال
سانشاین-کیبورد و وکال
گول ها:
سودو(دیو دراپ)-گیتار الیکتریکی
سوییس(swiss)-بک وکال و گیتار و tambourine,shaker
رین-گیتار بیس
مانتین-درام
فانتوم-گیتار الکتریک

### هویت‌ها
رین-Cosmo Sylvan
فانتوم-Randy Moore
سودو-Per Eriksson
مانتین-Hayden Scott
سوییس-Jutty Taylor
کومولوس-Mad Gallica
سانشاین-Sophe Amelkin
ارورا-Olivia Morreale
پاپا امیرتوس چهارم-Tobias Forge
| - مارتین پرسنر – گیتار ریتم، اتر یا اومگا(۲۰۱۰–۲۰۱۶) - سیمون سودربرگ – گیتار لید، آتش یا آلفا(۲۰۱۰–۲۰۱۶) - ماورو رابینو – کیبورد، هوا/باد (۲۰۱۱–۲۰۱۶) - مارتین یچستت – درامز، خاک (۲۰۱۴–۲۰۱۶) - هنریک پالم – گیتار ریتم، اتر (۲۰۱۵–۲۰۱۶) - گوستاف لیندستروم – گیتار بیس (۲۰۱۰–۲۰۱۱) - اکسل هولمگرن – (۲۰۱۰–۲۰۱۴) - ریکارد اوتوسن – (۲۰۱۱–۲۰۱۴) - لینتون رابینو – (۲۰۱۴–۲۰۱۵) - مگان توماس – (۲۰۱۶) |

## آلبوم‌ها
- (۲۰۲۲) - ایمپرا: Impera
- (۲۰۱۰) - اپس اپونمس: Opus Eponymous
- (۲۰۱۳) - اینفستیسیومم: Infestissumam
- (۲۰۱۵) - ملیورا: Meliora
- (۲۰۱۸) - پریکواِل: Prequelle[۸] [۹]

- (۲۰۲۵) - اسکلتا: Skeletá